# Köniz
Köniz je grad u Švicarskoj u kanton Bernu.

## Stanovništvo
Prema podacima od 31. prosinca 2010. godine Köniz je imao 38823 stanovnika. Najviše stanovnika služi se njemačkim jezikom,

## Vanjske poveznice
- Grad Köniz (njem.)